# 笹島保
笹島 保（ささじま たもつ、1927年3月23日 - 2011年10月11日）は、日本の政治家。栃木県茂木町長を務めた。

## 経歴
茂木町に生まれる。栃木県立真岡中学校を卒業。陸軍航空士官学校に進むも終戦のため中退。1945年（昭和20年）、茂木町役場に入庁。公民館職員を経て1970年（昭和45年）の町長選挙で初当選し、4期16年町長を務めた。町長在任中には「町づくり推進員制度」の導入などに取り組んだ。茂木報徳会長と全国報徳団体連絡協会長も務め、報徳思想の啓発と実践に尽力した。
2011年（平成23年）10月11日、84歳で死去。笹島は死去する直前まで茂木報徳会の月例会報『報徳茂木』を26年間一人で執筆していた。笹島の死去後は『報徳茂木』は隔月発行で続いている。
2012年（平成24年）10月13日、茂木町の町民センターで笹島の功績を顕彰する石碑の除幕式が行われた。